# Sarah Baderna
Sarah Baderna (Fidenza, 20 novembre 1991) è un'ex modella e designer italiana, nota per essere stata la vincitrice di Miss Mondo Italia 2013 e per la partecipazione a Miss Mondo 2013 a Bali.

## Biografia
Karateka cintura nera, è arrivata al terzo posto al concorso di Miss Italia 2011, dove è stata ripescata dai giurati in studio dopo una prima eliminazione. Ha posato per l'edizione australiana di Maxim.